# Obrovec
Obrovec (1146 m n. m.) je výrazná hora na Šumavě, nejvyšší vrchol okrsku Knížecí pláně. Tyčí se 1,5 km západně od Kubovy Hutě a 8 km jižně o Vimperka.

## Přístup
Nejkratší přístup vede z Kubovy Hutě. Prvních 300 metrů po červené značce, která ale odbočuje doleva na Hraniční cestu a směrem k vrcholu pokračuje rovně neznačená cesta. Ta se po necelém kilometru lomí mírně doleva a po dalších 300 metrech, v nejvyšším místě, z ní opět doleva odbočuje nevýrazná lesní pěšina k vrcholu, který je od cesty vzdálen asi 50 metrů. Je zarostlý mladým smrkovým lesem a bez výhledu. Celá cesta měří 1,5 km s převýšením 150 metrů, průměrný sklon tedy činí 10 %.

## Další vrcholy
K masivu vrchu Obrovec patří čtyři další vrcholy přesahující výšku 1000 m. Tři z nich jsou považovány za vedlejší vrcholy mateřského Obrovce, JV vrchol je kategorizován jako samostatný hlavní vrchol. Jsou jimi:
- Šeravská pastvina (1126 m n. m.) – plochý vrchol asi 800 m na SSV od hlavního vrcholu, zalesněno, bez výhledu, směrem na SV prudký svah do údolí Arnoštského potoka
- Obří hora (1116 m n. m.)[3] – asi 650 m na JZ od hlavního vrcholu, zalesněno, vrcholová skalka s pamětním křížem
- Obrovec – JV vrchol (1099 m n. m.)[3] – veden jako samostatná tisícovka, též Malý Obrovec, přímo západně nad Kubovou Hutí; v prostoru sjezdovek odlesněno, částečný výhled na Boubín
- Šerava (1061 m n. m.)[3] – osamocená vyvýšenina asi 2200 m na S od Obrovce, na vrcholu geodetický bod, na J straně velká louka v prostoru bývalé osady Šerava

## Skiareál Kubova Huť

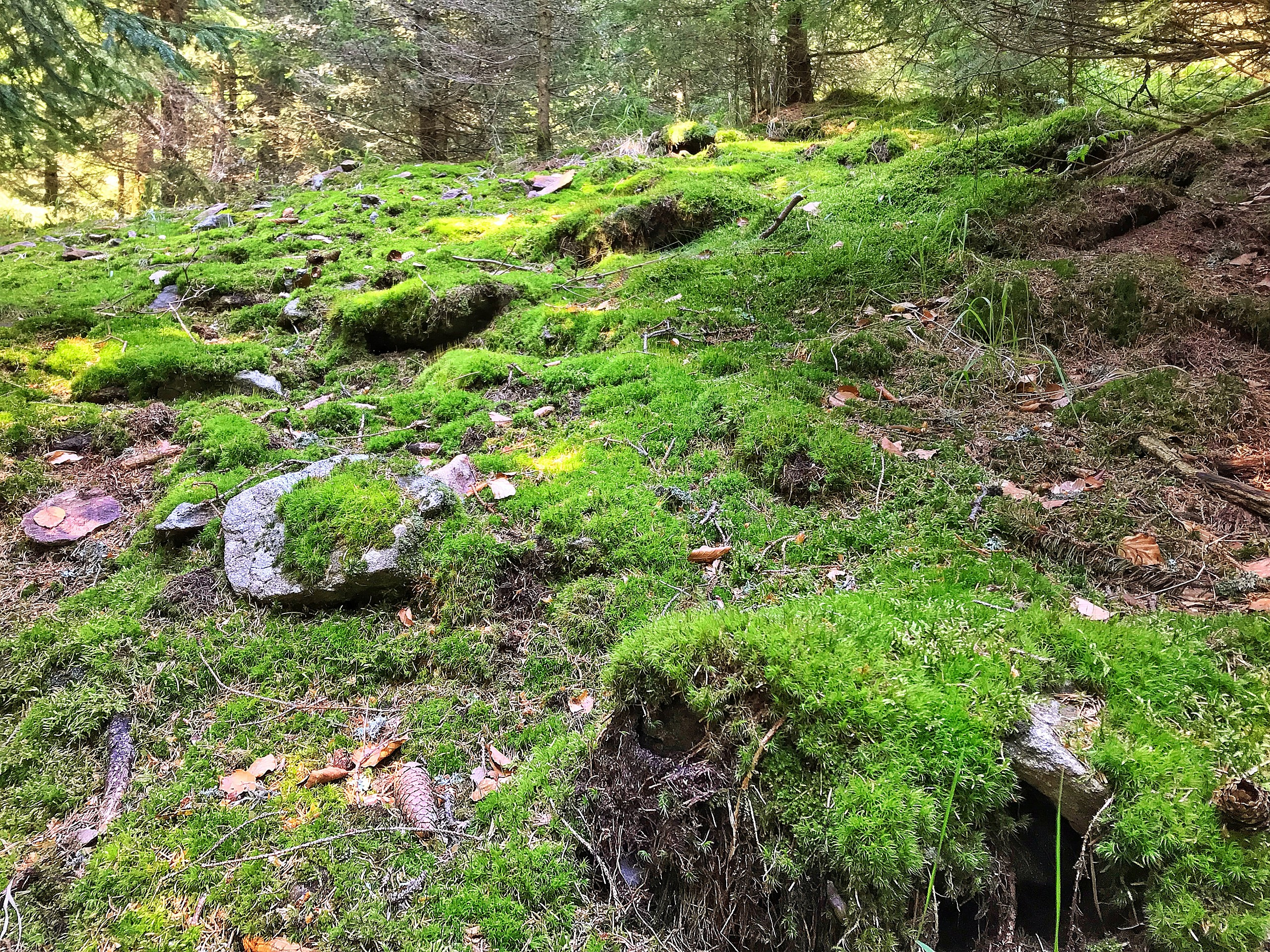
Mechový vrchol Obrovce

Necelý kilometr od hlavního vrcholu se na jihovýchodním svahu JV vrcholu nachází 600 metrů dlouhá sjezdovka Střecha, součást skiareálu Kubova Huť. Skiareál nabízí i snowpark a také navazující běžecké tratě. V letních měsících je k dispozici osmnáctijamkové discgolfové hřiště.